# Чемпионат России по боксу 1998
Чемпионат России по боксу 1998 года проходил в Белгороде с 5 марта по 13 марта.

## Медалисты
| Весовая категория | Золото              | Серебро               | Бронза                                  |
| ----------------- | ------------------- | --------------------- | --------------------------------------- |
| до 48 кг          | Сергей Казаков      | Алексан Налбандян     | Евгений Султреков Андрей Воробьев       |
| до 51 кг          | Ильфат Разяпов      | Камиль Джамалутдинов  | Дмитрий Гайсин Чамкур Нурмагомедов      |
| до 54 кг          | Раимкуль Малахбеков | Михаил Ананьин        | Алексей Артамонов Алексей Шайдулин      |
| до 57 кг          | Саян Санчат         | Андрей Козловский     | Александр Митишев Андрей Девятайкин     |
| до 60 кг          | Александр Малетин   | Александр Леонов      | Алексей Степанов Айдын Гасанов          |
| до 63,5 кг        | Дмитрий Павлюченков | Вячеслав Чиков        | Александр Чернышев Вячеслав Шарапов     |
| до 67 кг          | Тимур Гайдалов      | Борис Кандер          | Андрей Мишин Юрий Обухов                |
| до 71 кг          | Андрей Гоголев      | Гайдарбек Гайдарбеков | Сергей Татевосян Нурутдин Магомедшафиев |
| до 75 кг          | Андрей Карнаухов    | Дмитрий Стрельчинин   | Денис Попов Владимир Плетнёв            |
| до 81 кг          | Александр Лебзяк    | Евгений Макаренко     | Валерий Брудов Денис Лебедев            |
| до 91 кг          | Игорь Кшинин        | Сергей Лопатинский    | Феликс Дьячук Анвар Ахматгатин          |
| свыше 91 кг       | Алексей Лезин       | Дмитрий Дягилев       | Андрей Кутасеевич Игорь Власов          |